# محوطه پیرجد
محوطه پیرجد مربوط به عصر مس است و در بخش مرکزی شهرستان خرم‌آباد، دهستان کرگاه شرقی، روستای پیرجد واقع شده و این اثر در تاریخ ۲۸ اسفند ۱۳۸۵ با شمارهٔ ثبت ۱۸۷۹۴ به‌عنوان یکی از آثار ملی ایران به ثبت رسیده‌است.